# Derweze

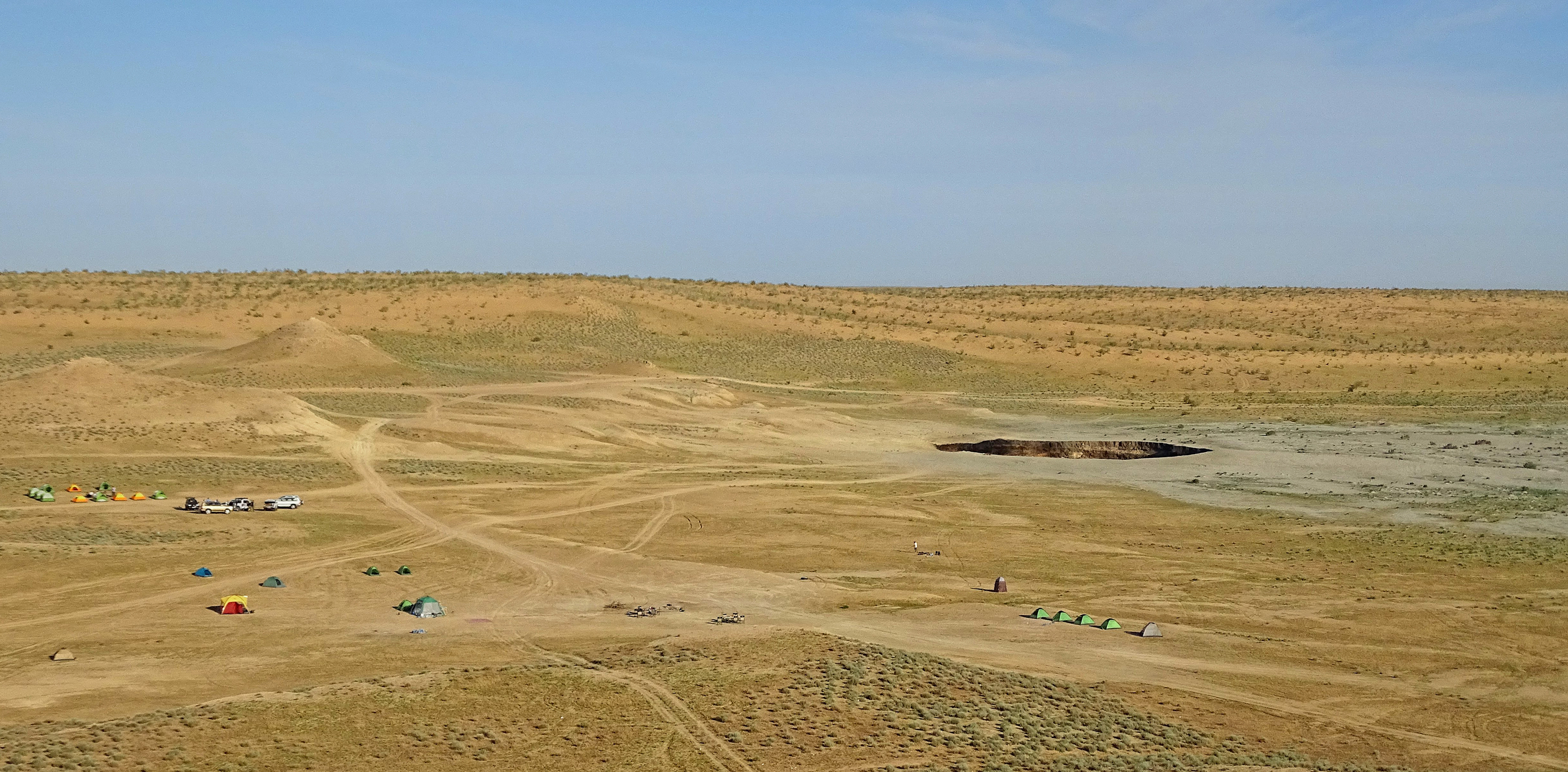
Derwezekratern med omgivningar 2015.

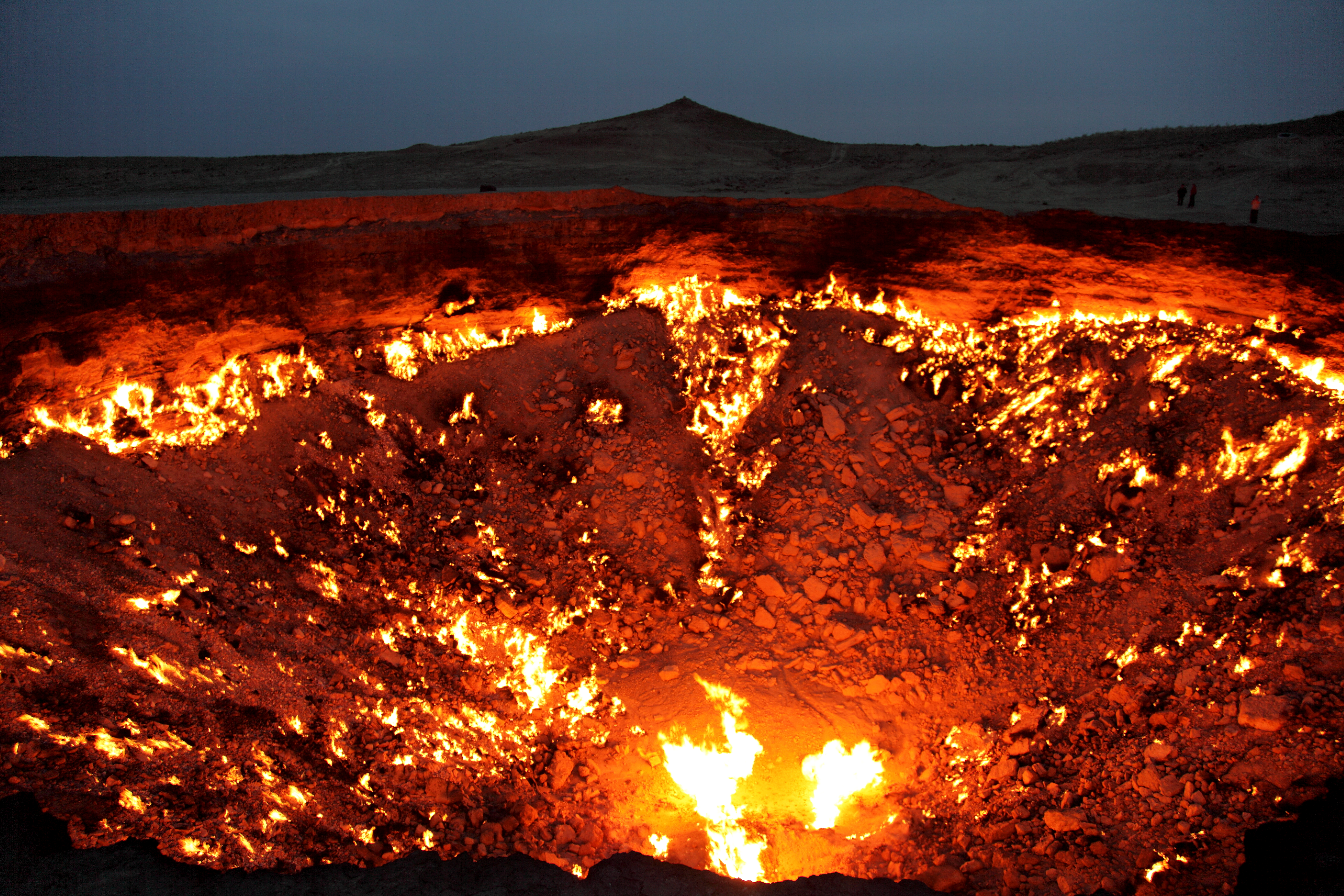
"Helvetesporten", fortfarande brinnande år 2010, 39 år efter att elden tänts.

Derweze (turkmeniska för porten, även känd som Darvaza) är en by i Turkmenistan som har cirka 350 invånare. Byn ligger mitt i Karakumöknen, cirka 260 kilometer norr om huvudstaden Asjgabat. De flesta av byns invånare är turkmener som tillhör Tekestammen, som bevarar en halvnomadisk livsstil.

## "Helvetesporten"
Derwezeområdet är mycket rikt på naturgas. Under pågående borrningar år 1971 borrade geologer hål i en grotta fylld med naturgas. Marken under borrningsriggen kollapsade och blottade ett stort hål med en diameter på 70 meter. För att undvika giftiga utsläpp beslöt man att bränna upp gasen. Geologerna hoppades att elden skulle bränna bort all gas inom några dagar, men 52 år senare finns gasen ännu kvar. Lokala invånare har gett grottan namnet "Helvetesporten".
Turkmenistan planerar att öka sin produktion av naturgas. I april 2010 besökte Turkmenistans president, Gurbanguly Berdimuhamedow, platsen och beordrade att hålet skulle förslutas eller med andra metoder begränsa dess inverkan på andra naturgasfält i området.

## Galleri

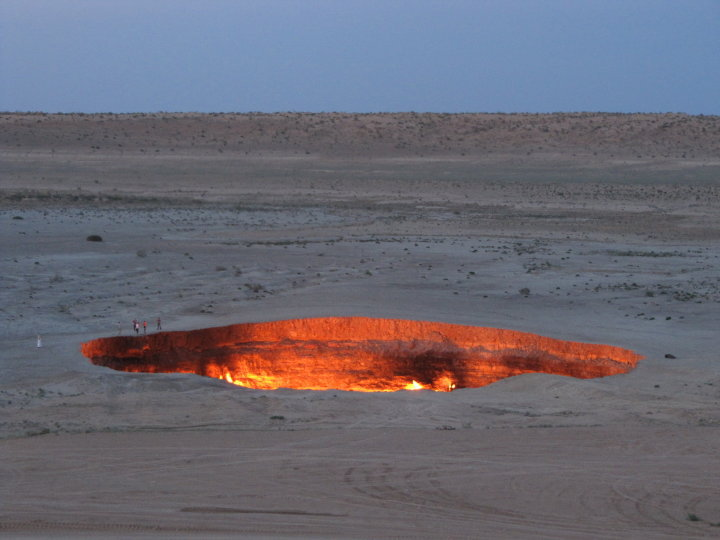
Hålet sett vid skymning.
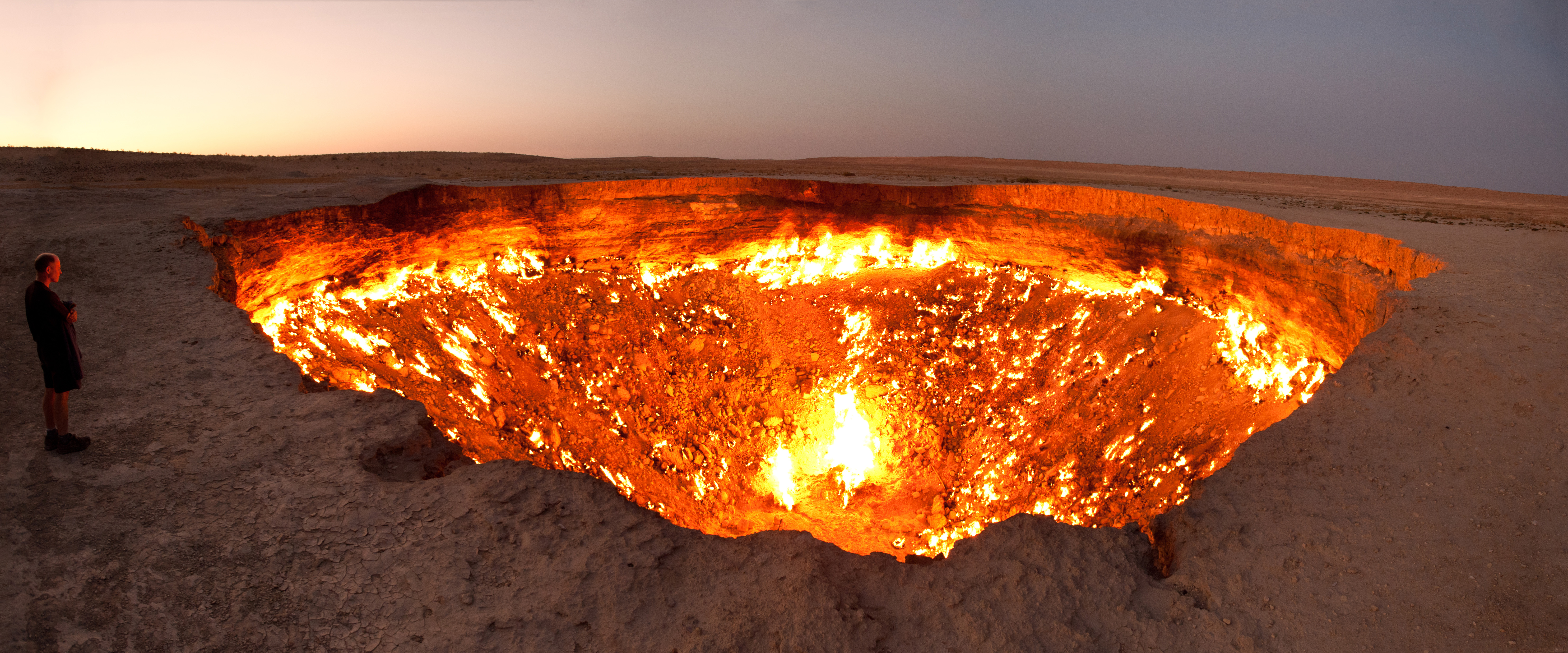
Panorama, 2011.